# Halsbandsleguan
Halsbandsleguan (Crotaphytus collaris) är en ödleart som beskrevs av Thomas Say 1823. Halsbandsleguan ingår i släktet Crotaphytus, och familjen Crotaphytidae. IUCN kategoriserar arten globalt som livskraftig.
Artens grundfärg kan vara ljusbrun, gulaktig, grönaktig, olivgrön eller blåaktig. Typiska är hannarnas krage som har svarta och vita/gula strimmor. Individerna blir med svans upp till 35 cm långa. Svansen är längre än de andra kroppsdelarna (huvud och bål) tillsammans.
Halsbandsleguan förekommer i USA (Arizona, Nevada, sydöstra Utah, södra Colorado, New Mexico, Texas, Oklahoma, Kansas, Missouri, Illinois, Arkansas) och Mexiko (Baja California, Sonora, Chihuahua, norra Durango, Coahuila, norra Zacatecas, Nuevo León).
Dess habitat är klippiga områden med sparsam vegetation, från öppna skogslandskap till gräsbevuxna områden med tuvbildande gräs, så kallade "bunchgrass", kanjoner, raviner, sluttningar och mesas.
Halsbandsleguanen jagar byten som är mindre än den själv som andra ödlor, små ormar, insekter, spindeldjur och andra ryggradslösa djur. Arten kan leva längre tider med vätskan som finns i födan men den dricker ifall den hittar öppet vatten. Ödlan ligger ofta i solen för att värma kroppen. Den gräver sig under hösten ner i marken (ofta i skyddet av en klippa) och vilar under vintern.

## Underarter
Arten delas in i följande underarter:
- C. c. auriceps - östra Utah, nordvästra Colorado
- C. c. collaris - Texas
- C. c. baileyi - New Mexico, Utah
- C. c. fuscus - USA (New Mexico, västra Texas); Mexiko (Chihuahua)
- C. c. melanomaculatus - Mexiko

Flera Crotaphytus-populationer som först beskrevs som underarter av halsbandsleguan har senare fått status som egna arter. Taxonomin är omdiskuterad. Collins och Taggart, 2009, erkänner inga underarter i Nordamerika och de och en del andra auktorer betraktar alla eller några tidigare underarter antingen som synonymer eller som egna arter.
En beskriven underart, C. c. nebrius, behandlas av IUCN som egen art, Crotaphytus nebrius, liksom C. c. dickersonae, som av IUCN listas som Crotaphytus dickersonae. Därtill listar IUCN Crotaphytus bicinctores som egen art. C. bicinctores har tidigare inkluderats i C. collaris som C. c. bicinctores, eller beskrivits som underart till Crotaphytus insularis. IUCN:s indelning följer McGuire (1996).